# So Uncool
So Uncool (em português:  Tão Chato) é o álbum de estréia da Keke Palmer. O álbum foi lançado em 18 de setembro, 2007 nos Estados Unidos, via Atlantic Records. Mesmo que tivesse boas críticas, o álbum não teve um bom desempenho no Billboard devido à falta de promoção. Mais tarde, em 2009, Palmer anunciou que ela estava mudando da Atlantic Records para a Interscope Records.

## Faixas
| Padrão         |                   | |         |  |
| N.º            | Título            | Compositor(es)                                                                                     | Duração |  |
| 1.             | "Keep It Movin'"  | Stary, Cilek, Allen, Mischke, Palmer                                                               | 4:00    |  |
| 2.             | "The Game Song"   | Bernard "Focus..." Edwards Jr., Ezekiel Lewis, J Que, Balewa Muhammad, Candice Nelson, Keri Hilson | 3:16    |  |
| 3.             | "Music Box"       | Bernard "Focus..." Edwards Jr., Muhammad,Lewis,Nelson,J Que                                        | 3:29    |  |
| 4.             | "First Crush"     | Mischke,I. Hayes III                                                                               | 3:52    |  |
| 5.             | "Friend Me Up"    | Rodney Jerkins, Mile,Towns, Keke Palmer                                                            | 3:17    |  |
| 6.             | "How Will I Know" | Stafford, Takuji Kura, Adams, MBraswell, LoveVernimo                                               | 3:44    |  |
| 7.             | "Footwurkin"      | J. Rotem,E. Kidd Bogart,Anderson,Reed,Herbie Hancock                                               | 3:04    |  |
| 8.             | "Rainbow"         | Palmer,L'Oreal Palmer,Toby Gad                                                                     | 3:59    |  |
| 9.             | "Bottoms Up"      | Palmer,L'Oreal Palmer,Toby Gad                                                                     | 3:41    |  |
| 10.            | "Skin Deep"       | Palmer,L'Oreal Palmer,Toby Gad                                                                     | 3:40    |  |
| 11.            | "Wake Up Call"    | Palmer,L'Oreal Palmer,Toby Gad                                                                     | 3:12    |  |
| 12.            | "Hood Anthem"     | Dent,Crystal "Cristyle" Johnson,Stafford                                                           | 3:38    |  |
| Duração total: | Duração total:    | Duração total:                                                                                     | 40:52   |  |

## Posições do Álbum
| Chart                                           | Melhor posição |
| ----------------------------------------------- | -------------- |
| Estados Unidos Billboard Top Heatseekers        | 26             |
| Estados Unidos Billboard Top R&B/Hip-Hop Albums | 86             |

## Produção
- Vocal – Keke Palmer
- Vozes de Fundo - Keke Palmer , Fingazz , Candice Nelson , L'Oreal Palmer.

### Produtores
- Produção Executiva: Craig Kallman and Sharon Palmer
- Produção: Jonathan "J.R." Rotem, Toby Gad, Anthony Dent, Fingazz, Focus... , Isaac "Ike Dirty" Hayes III , Rodney Jerkins , Babygirl
- Produção Vocal: Warren "Oak" Felder , Atozzio Towns
- Mastering: Brian "Big Bass" Gardener
- Engenheiros: Isaac Hayes III "Ike Dirty" , Greg Ogan , Prince J. , Oscar Ramirez , Sean Tallman
- A&R: Mike Caren , Lanre Gaba and Kenny Komisar